# Mexico Cricket Club
Der Mexico Cricket Club wurde im Jahr 1900 in San Pedro de los Pinos gegründet; einem ehemals selbständigen Vorort und heutigem Stadtviertel im Südwesten von Mexiko-Stadt. Seine Hauptsportarten waren Cricket und Golf, aber bald kam auch Fußball hinzu. So gehörte der Verein 1902 zu den fünf Gründungsmitgliedern der ersten landesweiten Fußballmeisterschaft in Mexiko, die seinerzeit ausschließlich von britischen Mannschaften ausgespielt wurde.

## Fußball
Die Fußballer des Vereins spielten insgesamt sechs Jahre lang unter wechselnden Bezeichnungen in der Primera Fuerza, wie die höchste Spielklasse des mexikanischen Fußballs damals hieß: von 1902/03 und 1903/04 als México Cricket Club San Pedro de los Pinos (in dieser Epoche gewannen sie auch die Meisterschaft im Jahre 1904), 1904/05 als San Pedro Golf Club, in den Spielzeiten 1905/06 und 1906/07 als México Country Club sowie zuletzt (1907/08) unter der Bezeichnung México Fútbol Club. Danach wurde die Fußballmannschaft aus der Liga zurückgezogen, weil der Verein sich offenbar ganz dem Golfvergnügen widmen wollte. Ihr Fußballplatz wurde jedoch später noch vom CF México genutzt.
Schon im Jahr 1905 hatte sich eine Gruppe von exponierten britischen und US-amerikanischen Geschäftsmännern, die Mitglieder beim San Pedro Golf Club bzw. beim benachbarten Mixcoac Golf Club waren, zusammengeschlossen und bald darauf den ersten Country Club des Landes ins Leben gerufen: einen Golfplatz mit 18 Löchern, der am 24. Juni 1907 in Gegenwart des damaligen mexikanischen Präsidenten, des Generals Porfirio Diaz, eingeweiht wurde.

### Meistermannschaft
Die Meistermannschaft der Saison 1903/04 bestand aus folgenden Spielern: James Walker, Claude M. Butlin, T. R. Phillips, Victor R. Turnbull, William Rabling, Frederick W. Russell, Jorge Velasco, Alberto Escandón, Antonio Portillo, Walter Willy, Jack Willy, Bruce Willy, William Rabling, Ernest Griffen, Percival Little.

## Cricket
Nicht nur der Fußball verschwand im Verein – und zwar recht schnell –, sondern irgendwann wurde auch der Cricketsport eingestellt. Erst 1962 wurde Cricket wiederbelebt; und zwar nicht nur im Verein, sondern in Mexiko überhaupt. Schließlich gilt der Mexico Cricket Club seit jeher als die treibende Kraft des Crickets in diesem Land. Ein Pionier und Förderer dieses Sports ist hier aber auch der Reforma Athletic Club, auf dessen Gelände der mexikanische Cricketverband Mexico Cricket Association sein Büro unterhält. In Wirklichkeit ist die Mexico Cricket Association (MCA) jedoch nichts anderes als der legitime Nachfolger des MCC, der seinen Namen 2003 geändert hat, um in den Cricketweltverband aufgenommen zu werden, was 2004 geschah.
Die vier Mannschaften, die heute die Cricketmeisterschaft von Mexiko auf dem Gelände des Reforma AC ausspielen, sind nicht nur im MCA als Verband zusammengeschlossen, sondern de facto im selben Verein organisiert, der Rechtsnachfolger des MCCC ist. Eine dieser vier Mannschaften tritt unter der früheren Bezeichnung des Vereins an und nennt sich folglich Mexico Cricket Club. Eine andere huldigt mit ihrem Namen dem Gastgeber sämtlicher Meisterschaftsturniere und nennt sich Reforma Cricket Club. Eine weitere Mannschaft nimmt Bezug auf das offizielle Vereins- und Verbandswappen, das einen Azteken mit einem Cricketschläger zeigt, und nennt sich Aztecs. Lediglich die vierte Mannschaft tritt unter einem scheinbar unabhängigen Namen auf und nennt sich Corinthians.
Dieser ist möglicherweise inspiriert durch jene legendäre Londoner Fußballmannschaft, die 1882 als Corinthian FC gegründet wurde und für viele Fußballexperten als die vielleicht beste englische Mannschaft jener Zeit galt. Dennoch blieben ihr Titel versagt, weil es ihre Satzung verbot, sich mit anderen Mannschaften unter Wettbewerbsbedingungen zu messen. Sie hatte unter anderem 1884 den FA-Cup-Sieger desselben Jahres, die Blackburn Rovers, mit 8:1 gedemütigt, 1903 den aktuellen FA-Cup-Sieger FC Bury, der im gesamten Wettbewerb kein einziges Gegentor kassiert hatte (!), mit 10:3 deklassiert und 1904 dem großen Manchester United mit 11:3 die höchste Niederlage seiner Vereinsgeschichte beschert.